# 伊拉尔坦
伊拉尔坦（法語：Illartein）是法国阿列日省的一个市镇，属于圣吉龙区（Saint-Girons）库瑟朗地区卡斯蒂隆县（Castillon-en-Couserans）。该市镇2009年时的人口为73人。

## 人口
伊拉尔坦人口变化图示
| 数据来源：INSEE |